# 1510 Charlois
Charlois (asteróide 1510) é um asteróide da cintura principal com um diâmetro de 23,8 quilómetros, a 2,2684849 UA. Possui uma excentricidade de 0,150268 e um período orbital de 1 593,21 dias (4,36 anos).
Charlois tem uma velocidade orbital média de 18,22912312 km/s e uma inclinação de 11,84141º.
Esse asteróide foi descoberto em 22 de Fevereiro de 1939 por André Patry.
Seu nome é uma homenagem ao astrônomo francês Auguste Charlois, descobridor de 99 asteróides.